# Ziua inginerului român
Ziua inginerului român este sărbătorită, anual, în data de 14 septembrie. Este o sărbătoare națională a inginerilor din toată țara.

## Sărbătoare
Cu această ocazia zilei de 14 septembrie Ministerul Educației Naționale, Academia de Științe Tehnice și asociațiile profesionale ale inginerilor din România pot desfășura manifestări științifice cu caracter simbolic, prilejuite de acest eveniment.